# Закарі Квінто
Закарі Квінто (англ. Zachary Quinto; нар. 2 червня 1977, Пітсбург, Пенсільванія) — американський актор і кінопродюсер.

## Біографія
Закарі Квінто почав грати ще в 11 років. Це було в Pittsburgh CLO-Mini Stars. Спершу Закарі грав у театрі («Civic Light Opera productions»), а на телебаченні з'явився тільки у 2000 році в серіалі «Інші».
Потім знімався в телесеріалах: «CSI: Місце злочину», «Дотик ангела», «Усі жінки — відьми», «Клієнт завжди мертвий», «Ліззі Макгвайр» і «Драгнет». Це були дуже маленькі ролі. Іноді в титрах цих серіалів його навіть не називали.
У 2004 році він одержав першу велику роль другого плану в серіалі «24». Це вже був 3 сезон серіалу.
У 2006 році Закарі запросили зніматися в серіалі «So NoTORious» з Торі Спеллінг (це був ситком). У цьому ж році він зіграв у серіалі «Герої», де він грає роль серійного вбивці Сайлара. Сам Закарі говорить, що саме роль Сайлара принесла йому світову славу.
До 2009 р. Закарі Квінто ніколи не грав у фільмах, а тільки в серіалах. Саме в цей час Квінто виказав зацікавленість у виконання ролі молодого Спока в новому фільмі «Зоряний шлях». Зіграти молодого Спока було його мрією з дитинства. Зрештою Квінто зіграв Спока у фільмах «Зоряний шлях» (2009), «Зоряний шлях: Відплата» (2013), «Стартрек: За межами Всесвіту» (2016) та озвучив цього персонажа в комп'ютерних іграх.

## Особисте життя
Квінто — відкритий гей, здійснив камінг-аут 17 жовтня 2011 року. З 2010 до 2013 рік зустрічався з актором Джонатаном Гроффом.
З липня 2013 року знаходиться в стосунках з американською моделлю Майлзом МакМіланом. На початку 2015 року пара переїхала в спільно куплене житло в Нохо, Мангеттен.
На початку лютого 2019 року пара офіційно розпалася.

## Фільмографія
| Рік       |    | Українська назва                          | Оригінальна назва                                     | Роль                                                 |
| --------- | -- | ----------------------------------------- | ----------------------------------------------------- | ---------------------------------------------------- |
| 2000      | с  | Інші                                      | The Others                                            | Тоні (5 серія 1 сезон)                               |
| 2000      | вг |                                           | Code Blue (комп. гра)                                 | Монті Родрігес (голос)                               |
| 2001      | с  |                                           | That's Life                                           | немає в титрах (19 серія 1 сезон)                    |
| 2001      | с  |                                           | Touched by an Angel                                   | Майк Дорін (9 серія 8 сезон)                         |
| 2001      | тф |                                           | An American Town                                      | Беннет                                               |
| 2002      | с  | CSI: Місце злочину                        | CSI: Crime Scene Investigation                        | Мітчелл Салліван (21 серія 2 сезон)                  |
| 2002      | с  |                                           | Off Centre                                            | Смадж (21 серія 1 сезон)                             |
| 2002      | с  | Ліззі Макгвайр                            | Lizzie McGuire                                        | режисер (18 серія 2 сезон)                           |
| 2002      | с  |                                           | Haunted                                               | Пол Кінгслі (2 серія 1 сезон)                        |
| 2002      | с  |                                           | The Agency                                            | Джей Ламберт (2 серія 2 сезон)                       |
| 2003      | с  | Клієнт завжди мертвий                     | Six Feet Under                                        | студент-хіпі (3 серія 3 сезон)                       |
| 2003      | с  | Усі жінки — відьми                        | Charmed                                               | чаклун (18 серія 5 сезон)                            |
| 2003      | с  |                                           | Miracles                                              | посильний (8 серія 1 сезон)                          |
| 2004      | с  |                                           | Dragnet                                               | Говард Сіммс (7 серія 2 сезон)                       |
| 2003—2004 | с  | 24                                        | 24                                                    | Адам Кауфман (23 епізоди 3-го сезону)                |
| 2004      | с  | Гаваї                                     | Hawaii                                                | Луміс (6 серія 1 сезон)                              |
| 2004      | с  | Джоан з Аркадії                           | Joan of Arcadia                                       | Pretentious Filmmaker God (7 серія 2 сезон)          |
| 2005      | с  | Сліпе правосуддя                          | Blind Justice                                         | Скотт Коллінз (9 серія 1 сезон)                      |
| 2006      | с  | Розслідування Джордан                     | Crossing Jordan                                       | Лео Фултон мол. (12 серія 5 сезон)                   |
| 2006      | с  | Близнюки                                  | Twins                                                 | Джейсон (14 серія 1 сезон)                           |
| 2006      | вг |                                           | 24: The Game (комп. гра)                              | Адам Кауфман (голос)                                 |
| 2006      | с  | Близнюки                                  | So Notorious                                          | Сасан (головна роль)                                 |
| 2008      | мс | Робоцип                                   | Robot Chicken                                         | Сайлар / проф. Архімед Кью Портер (голоси, 1 епізод) |
| 2009      | кф |                                           | Boutonniere                                           | Майкл Пол Девид                                      |
| 2009      | ф  | Зоряний шлях                              | Star Trek                                             | Спок                                                 |
| 2009      | кф |                                           | Hostage: A Love Story                                 | стрілець                                             |
| 2010      | вг |                                           | Star Trek Online (комп. гра)                          | Emegency Medical Hologram Mark VI (голос)            |
| 2006—2010 | с  | Герої                                     | Heroes                                                | Гебріел «Сайлер» Грей (основна роль, 60 епізодів)    |
| 2010      | кф |                                           | Before After                                          |                                                      |
| 2010      | кф |                                           | Before After II                                       |                                                      |
| 2011      | ф  | Межа ризику                               | Margin Call                                           | Пітер Салліван                                       |
| 2011      | ф  |                                           | Girl Walks into a Bar                                 | Нік                                                  |
| 2011      | кф |                                           | Last Guy on Earth                                     | парубок                                              |
| 2011      | ф  | Скільки у тебе?                           | What's Your Number?                                   | Рік                                                  |
| 2012      | кф |                                           | Dog Eat Dog                                           | Олівер                                               |
| 2012      | ф  |                                           | Periods.                                              |                                                      |
| 2011      | с  | Американська історія жаху: Будинок-убивця | American Horror Story: Murder House                   | Чед Ворвік (4 епізоди)                               |
| 2012—2013 | с  | Американська історія жаху: Притулок       | American Horror Story: Asylum                         | доктор Олівер Тредсон (12 епізодів)                  |
| 2013      | вг |                                           | Star Trek (комп. гра)                                 | Спок (голос)                                         |
| 2013      | ф  | Зоряний шлях: Відплата                    | Star Trek Into Darkness                               | Спок                                                 |
| 2014      | ф  | До Парижа, як до неба пішки               | We'll Never Have Paris                                | Джеймсон                                             |
| 2014      | кф |                                           | The Future Perfect                                    | Грінвуд                                              |
| 2015      | ф  |                                           | I Am Michael                                          | Беннет                                               |
| 2015      | с  |                                           | Girls                                                 | Ейс (2 епізоди)                                      |
| 2015      | с  | Ляпас                                     | The Slap                                              | Гаррі Апостоло (основна роль, 8 серій)               |
| 2015      | с  | Ганнібал                                  | Hannibal                                              | Ніл Франк (2 епізоди)                                |
| 2015      | ф  | Хітмен: Агент 47                          | Hitman: Agent 47                                      | Джон Сміт, агент ЦРУ                                 |
| 2016      | ф  | Таллула                                   | Tallulah                                              | Андреас                                              |
| 2016      | с  | Шоу Джима Ґеффіґена                       | The Jim Gaffigan Show                                 | камео (1 епізод)                                     |
| 2016      | ф  | Стартрек: За межами Всесвіту              | Star Trek Beyond                                      | Спок                                                 |
| 2016      | ф  | Сноуден                                   | Snowden                                               | Гленн Грінволд                                       |
| 2016      | ф  |                                           | Passage to Mars                                       | Паскаль Лі (голос)                                   |
| 2017      | ф  |                                           | Aardvark                                              | Джош Норман                                          |
| 2017      | ф  |                                           | Who We Are Now                                        | Пітер                                                |
| 2018      | ф  | Готель «Артеміда»                         | Hotel Artemis                                         | Кросбі                                               |
| 2019      | с  | Незламна Кіммі Шмідт                      | Unbreakable Kimmy Schmidt                             | Елай Рубін (2 епізоди)                               |
| 2019      | ф  |                                           | High Flying Bird                                      | Девид Старр                                          |
| 2019      | вг |                                           | Star Trek: Dark Remnant (комп. гра)                   | Спок (голос)                                         |
| 2019      | с  | Різдвокрай                                | NOS4A2                                                | Чарлі Менкс (10 епізодів)                            |
| 2019      | в  |                                           | The Investigation: A Search for the Truth in Ten Acts | Райнс Прібус                                         |
| 2019      | мс | Великий рот                               | Big Mouth                                             | Ейден (голос, 4 епізоди 3-го сезону)                 |
| 2020      | ф  | Хлопці в гурті                            | The Boys in the Band                                  | Гарольд                                              |
| 2021      | мс | Невразливий                               | Invincible                                            | робот (голос, 7 серій)                               |
| 2022      | с  | Американська історія жаху: Нью-Йорк       | American Horror Story: NYC                            | Сем (10 епізодів)                                    |
| 2024      | ф  | Далекий                                   | Distant                                               | штучний інтелект костюму (голос)                     |
|           | ф  |                                           | Untitled Star Trek Sequel                             | Спок                                                 |

## Виноски
1. ↑  Internet Broadway Database — 2000.
2. ↑  Filmportal.de — 2005.
3. ↑  TV Preview: Pittsburgh native Quinto is face of 'Heroes' villain. old.post-gazette.com. Архів оригіналу за 3 лютого 2021. Процитовано 30 січня 2019.
4. ↑  'I am a gay man': Star Trek star Zachary Quinto confirms he is homosexual. Mail Online. 16 жовтня 2011. Архів оригіналу за 11 листопада 2020. Процитовано 30 січня 2019.
5. ↑  Duffy, Nick (08.07.2015). Jonathan Groff opens up about dating Zachary Quinto. Pink News (англ.). Архів оригіналу за 22 серпня 2019.
6. ↑  David, Mark (30.10.2014). Zachary Quinto and Miles MacMillan Buy Loft in Downtown Manhattan. Variety (англ.). Архів оригіналу за 4 квітня 2019.
7. ↑  HOSTAGE: A Love Story with Zachary Quinto